# El último vagón (pel·lícula de 2023)
El último vagón és una pel·lícula de comèdia dramàtica mexicana de 2023, dirigida per Ernesto Contreras, i escrita per Javier Peñalosa. És protagonitzada per Adriana Barraza i Kaarlo Isaacs. La cinta es va basar en la novel·la del mateix nom escrita per Ángeles Doñante s.

## Argument
Ikal i la seva família viuen en un ferrocarril que recorre tot el país, ja que el seu pare treballa en la reparació i construcció de vies fèrries, la qual cosa impedeix que la família i el nen s'estableixin en un sol lloc per un temps. No obstant això, en l'última parada, Ikal coneix a Chico, Valeria i Tuerto, nens dels que es fa amic i són alumnes de Georgina, una professora que fa tot el possible perquè els seus estudiants aprenguin malgrat les precàries circumstàncies en què viuen. Però, quan tot sembla arreglar-se per a Ikal en el col·legi, arriba una nova amenaça, un inspector del Ministeri d'Educació, que té la missió de tancar escoles rurals. Amb la mirada posada en el col·legi d’Ikal, l'inspector veurà en el jove tot el que ha après sobre el valor de l'amistat, la importància de créixer i la inspiració que els professors poden generar en la vida dels alumnes.

## Repartiment
- Adriana Barraza com a mestra Georgina
- Kaarlo Isaacs com Ikal
- Memo Villegas com Hugo Valenzuela
- Diego Montessoro com Chico
- Frida Cruz com Valeria
- Ikal Parets com a Tuerto
- Teté Espinoza com a Lucero
- Jeronimo Medina com Tomás
- Gabriela Cartol com Mirna
- Nova Coronel com Diamantina
- Adrián Vázquez com a senyor Ochoa
- Leonardo Alonso com a Capatàs
- Fátima Molina com Valeria d'adulta
- Sofía Domínguez Corte com Carola
- Osvani Rivera com Chesco
- Victoria Díaz com Diana Dinamita
- Blanca Guerra com Ethereal Mage

## Producció
El rodatge de la cinta es va dur a terme en llocs com Atlangatepec, Tlaxcala; Tlapacoyan, Veracruz; i Oriental, Puebla, totes locacions de Mèxic.

## Estrena
El último vagón va tenir un estrena limitada el 18 de maig de 2023, i el 26 de maig va ser llançada arreu del món a través de Netflix.